# Oreohelix waltoni
Oreohelix waltoni är en snäckart som beskrevs av Alan Solem 1975. Oreohelix waltoni ingår i släktet Oreohelix och familjen Oreohelicidae. IUCN kategoriserar arten globalt som sårbar. Inga underarter finns listade i Catalogue of Life.